# Cytora hirsutissima
Cytora hirsutissima är en snäckart som först beskrevs av Powell 1951.  Cytora hirsutissima ingår i släktet Cytora och familjen Pupinidae. IUCN kategoriserar arten globalt som otillräckligt studerad. Inga underarter finns listade i Catalogue of Life.